# 리처드 2세
리처드 2세(Richard II, 1367년 1월 6일 ~ 1400년 2월 14일, 재위 1377년 6월 22일 ~ 1399년 9월 30일)는 플랜태저넷 왕가의 잉글랜드 8번째 왕으로, 흑태자 에드워드의 아들이다.

## 생애
재위 중에 와트 타일러의 난(1381)을 진압하였으나 시간이 지날수록 의회와의 불화는 심화되었다. 의회와의 마찰은 1386년 양 세력을 중재하고 있던 곤트의 존이 카스티야 왕위계승 문제로 떠난 시기에 표면화되었는데 의회는 국왕의 최측근 중 하나인 서퍽 백작 마이클을 탄핵하고 11인 위원회를 개설하여 '당분간' 국왕의 활동을 감시하게 하였다. 물론 리처드 2세는 이러한 결정을 왕권에 대한 도전이라고 공개적으로 천명하고 의회파들을 제거하기 시작하였다. 이에 의회파의 우두머리격인 5인의 청원파 중 한 명이자 곤트의 존의 동생인 글로스터 공작 토머스 우드스톡 역시 리처드의 측근들을 탄핵하기 시작하였는데 이러한 갈등은 1388년 신변의 위험을 느낀 리처드 2세가 일시적으로 의회에게 굴복함으로써 종결되었다. 이후 1397년까지 양 측은 표면상으로는 화목하게 지내게 된다. 1397년, 8년의 시간동안 자신의 추종자들을 강력하게 결속시키는 데 성공한 리처드 2세는 강경한 태도를 취하여 5인의 청원파 중 토머스 우드스톡을 투옥, 살해하고 애런들 백작 리처드 피츠앨런을 반역죄로 처형해 버렸으며 워릭 백작 토머스 뷰챔프를 추방하는데 성공한다. 그리고 그해 9월 남은 2인의 청원파 중 한 명이였고 곤트의 존의 아들이자 랭커스터 공작인 헨리 볼링브로크가 청원파들에 대한 처분이 부당함을 주장하자 그 역시 추방한다. 얼마 후(1399년) 곤트의 존이 죽자 리처드는 헨리에게 넘어갈 랭커스터 가의 영지마저 몰수하였다. 하지만 리처드는 그해 5월 정국이 아직 불안함에도 불구하고 아일랜드 방문계획을 세웠고 주위의 만류에도 불구하고 떠나버렸다. 이는 반란의 기회만을 엿보던 의회파에게 결정적으로 틈을 준 것이나 다름이 없었고 결국 그가 추방하였던 헨리 볼링브로크를 필두로 하는 반란군이 잉글랜드로 침입하여 왕좌를 찬탈하는 데 성공한다. 이 소식을 들은 리처드는 1399년 8월 급히 잉글랜드로 돌아오나 제대로 싸워보지도 못하고 헨리에게 항복한다. 그는 9월 30일 폐위당하고 폰티프랙트 성에 감금되어 약 4개월 후에 그곳에서 죽었다. 일설에는 그는 음식을 먹지 않고 스스로 굶어 죽었다고도 한다.

## 인물
리처드는 옷차림은 물론 외모와 머리모양에 신경을 쓰는 멋쟁이었으며, 당시로서는 보기 드물게 규칙적으로 목욕을 했고, 손수건을 고안하기도 했다. 성미가 급하고 신경질적이며 발작적으로 폭력적인 기질을 보였지만 어머니나 아내와 같은 가족, 측근 등에게는 관대했다.